# Belvosia lata
Belvosia lata là một loài ruồi trong họ Tachinidae.